# Lunel-Viel
Lunel-Viel (Lunèl Vièlh in occitano) è un comune francese di 3 719 abitanti situato nel dipartimento dell'Hérault nella regione dell'Occitania.

## Società

### Evoluzione demografica
Abitanti censiti